# Bram Rovers
Bram Wilhelmus Petrus Rovers (* 14. Januar 2005 in ’s-Hertogenbosch) ist ein niederländischer Fußballspieler. Er spielt bei der PSV Eindhoven und ist niederländischer Nachwuchsnationalspieler.

## Karriere

### Verein
Rovers kam zur Saison 2012/2013 als F-Jugendlicher in die Fußballschule der PSV Eindhoven. Er erhielt 2021 einen Profivertrag mit einer Laufzeit bis 2024.
Nachdem Rovers die diversen Jugendmannschaften der PSV Eindhoven durchlaufen hatte, rückte er im Sommer 2023 in die als Jong PSV bezeichnete Reservemannschaft des Klubs auf. Zum Auftakt der Spielzeit 2023/34 debütierte er für die Mannschaft in der zweitklassigen Eerste Divisie, als diese sich dank eines Treffers von Jason van Duiven mit 1:0 gegen Telstar 1963 durchsetzte. Im weiteren Saisonverlauf kam er unregelmäßig zum Einsatz.

### Nationalmannschaft
Rovers hatte am 30. Januar 2020 beim 4:1-Sieg im Testspiel im spanischen San Pedro del Pinatar gegen Tschechien zum ersten Mal für die niederländische Nationalmannschaft unter 15 Jahren gespielt. Bis März 2020 kam er auf vier Partien. Ab Oktober 2021 kam Rovers für die niederländische U17-Nationalmannschaft zum Einsatz und nahm mit dieser an der U17-Europameisterschaft 2022 teil. Dort erreichten die Niederländer das Finale und verloren mit 1:2 gegen Frankreich. Im Turnierverlauf kam Bram Rovers zu fünf Einsätzen; insgesamt kam er für die U17-Nationalmannschaft auf 11 Spiele.